# الجلسة سرية (فلم)
الجلسة سرية هو فيلم دراما عربي أنتج في مصر عام 1986، من تأليف نبيل عصمت وإخراج محمد عبد العزيز وبطولة محمود ياسين ويسرا وشهيرة

## الحبكة
يلتقي رجل الأعمال عبد القادر (محمود ياسين) أثناء عودته ليلا بسيارته امرأة حامل في الشارع تستنجد به ليقلها إلى مستشفى حيث تلد ويقوم هو بدفع حساب المستشفى قبل عودته للمنزل. في اليوم التالي وأثناء وجوده بالمستشفى لدفع ما تبقى من الحساب تطلب المرأة التي تدعى احسان (شهيرة) مقابلته، وتخبره بأنها سجلت مولودها أحمد تحت اسمه فيثار جنونه ويخبر صديق عمره لطفي (سمير صبري) الاأنه يخفي الأمر عن زوجته زهيرة (يسرا) المتزوجة منه منذ 12 عاما والتي أنجبت ابنه أيمن ذو التسع سنوات. يتفق عبد القادر ولطفي على عرض مبلغ من المال على احسان لتغيير اسم الوالد في شهادة ميلاد ابنها، إلا أنها ترفض وتعده بألا تتسبب له بأي متاعب مستقبلا. يستمر عبد القادر بالبحث عن مخرج كي لا تتأثر سمعته، يعرض الأمر على محام الذي يخبره بأن أفضل حل هو الحصول على شهادة طبية تفيد بأنه غير قادر على الانجاب، يتضح بعد الفحص الذي كان الهدف منه الحصول على شهادة مزورة كونه لديه ابن فعلا أنه مصاب بضمور منذ الولادة ما يجعله غير قادر على الانجاب في الواقع، مما أثار شكوكه بكون ابنه أيمن ليس من نسله، الأمر الذي يعني خيانة زوجته له قديما. يعيد عبد القادر الفحص عند أطباء آخرين ليحصل على نفس النتيجة مما يدفعه للدخول في مرحلة حزن وغضب من زوجته وتغير معاملته لأيمن. يسافر عبد القادر إلى لندن ويعود بنفس النتيجة وقد أصبح على يقين من أمر خيانة زوجته التي يدعوها فور عودته للعشاء في الخارج ويقوم بسؤالها عن الأمر أثناء رقصهما وسط الناس. تنكر زهيرة الأمر وتتهمه بالجنون وباهانتها للشك فيها إلا أنه استمر باصراره على معرفة الوالد الحقيقي لأيمن، ويخبر لطفي بلأمر الذي يفاجأه ويطلب منه التروي. في نفس الأثناء تتعرض احسان لأحداث عصيبة ومتتالية بدءا من زيارات خالها لها بغية معرفة زوجها التي كذبت وأخبرت خالها بأنه عبد القادر لكي تبرر هروبها من المنزل ولتخفي حقيقة أنها كانت حبلى من رجل آخر توفي بحادثة قبل زواجهما. وعند ذهابها إلى منزل خالها في طنطا يلحظها شقيق الوالد الحقيقي لطفلها ويتبعها لمنزلها ويطلب أخذ الطفل لتربيته إلا أنها ترفض ويأتي في وقت آخر خلسة لبيتها ليخطف الطفل ليطالب عبد القادر بمبلغ ضخم بعد معرفته أنه ثري. تقوم زهيرة بدفع المبلغ وتعيد الطفل إلى احسان التي كانت قد تعرفت إليها سابقا اثر تتبع زوجها في إحدى زياراته لاحسان ليقنعها بتغيير اسمه في شهادة ميلاد ابنها. تشرح زهيرة لاحسان السبب في إعادة ابنها إليها وبأنها على استعداد لدفع مبلغ ضخم آخر لها لكي لا تسقط اسم عبد القادر من شهادة ميلاد الطفل مما يثبت قانونيا أن عبد القادر يستطيع الانجاب وأن أيمن هو ابنه. يذهب عبد القادر لزيارة صديقه لطفي في مكان عمله ليستمع بالصدفة ومن خلال جهاز التخاطب في المكتب المجاور لحوار بين لطفي وزهيرة يحاول فيه لطفي اقناع زهيرة بأنها خانته مع خطيبها السابق الذي توفي منذ فترة حتى لا يعرف عبد القادر أن زوجته خانته مع صديق عمره لطفي. يصدم عبد القادر للمرة الثانية لتورط وخيانة صديقه له فضلا عن زوجته ويقرر رفع دعوى قضائية لإسقاط أيمن من اسمه. يظهر عبد القادر مع احسان للمرة الأخيرة ليخبرها عن خيانة زوجته له وأن أيمن ليس ابنه وتنصحه بأن لا يسيء لأيمن كونه هو الذي قام بتربيته. في المحكمة يواجه عبد القادر القاضي، وخلافا لطلب محاميه بأن تكون الجلسة سرية لحساسية موضوعها اجتماعيا يطلب عبد القادر علانية الجلسة ويذكر بأنه يود أن يعرف الجميع أن أبطال قصته التراجيدية هم زوجته وصديق عمره. ينتهي الفيلم بمشهد قيادة عبد القادر لسيارته بعد جلسة المحكمة وصوت القاضي يعلن عدم تبعية أيمن لعبد القادر.

## التمثيل
- محمود ياسين في دور عبد القادر
- يسرا في دور زهيرة
- سمير صبري في دور لطفي
- شهيرة في دور احسان
- سهير طه حسين في دور زوجة لطفي
- فاروق يوسف في دور المحامي

## الإنتاج
أخرج الفيلم المخرج محمد عبد العزيز وتم تصوير المشاهد الداخلية باستوديو الأهرام بإدارة سيد الهواري، بينما تم الطبع والتحميض بمعامل شركة مصر للاستوديوهات. عمل الطاقم الفني المكون من مدير التصوير وحيد فريد ومهندس الصوت مجدي كامل ومونتاج رشيدة عبد السلام تحت مدير الإنتاج أشرف ماهر والمنتج المنفذ حسين تيسير، قام بعمل الموسيقى التصويرية الفنان عمار الشريعي. قامت بالتوزيع الداخي للفيلم شركة مصر للتوزيع ودور العرض بينما قامت بالتوزيع الخارجي شركة أفلام بديع صبحي.

## وصلات خارجية
- مقالات تستعمل روابط فنية بلا صلة مع ويكي بيانات